# جاي أيريس
جاي أيريس (بالإنجليزية: Jay Ayres)‏ هو لاعب كرة قدم أمريكي، ولد في 25 فبراير 1986 في فالريكو في الولايات المتحدة. لعب مع تشارلستون بيتري وسان خوسيه إيرثكويكس.

## وصلات خارجية
- جاي أيريس على موقع قاعدة بيانات كرة القدم.إي يو (الإنجليزية)